# Список боснійських телеканалів
Це список телевізійних каналів, що транслюються боснійською мовою:

## Список телеканалів у Боснії і Герцеговині
| Канал                           | Телекомпанія                                                            | Суспільне/Приватне | Територія мовлення                  | Тематика            | Штаб-квартира    | Рік заснування | Передача              | Телетекст | HD  | Сайт                                                                   | Примітки                                                                       |
| ------------------------------- | ----------------------------------------------------------------------- | ------------------ | ----------------------------------- | ------------------- | ---------------- | -------------- | --------------------- | --------- | --- | ---------------------------------------------------------------------- | ------------------------------------------------------------------------------ |
| BHT 1                           | Radio and Television of Bosnia and Herzegovina (BHRT)                   | Суспільне TV tax   | Боснія і Герцеговина                | Загальне            | Сараєво          | 1961           | Аналогове телебачання | Так       | Так | www.bhrt.ba [Архівовано 14 вересня 2019 у Wayback Machine.]            | Національне телебачення, член Європейської мовної спілки                       |
| FTV                             | Radio-Television of the Federation of Bosnia and Herzegovina (RTV FBIH) | Суспільне TV tax   | ентитет ФБіГ                        | Загальне            | Сараєво          | 2001           | Аналогове телебачення | Так       | Ні  | www.federalna.ba [Архівовано 8 жовтня 2017 у Wayback Machine.]         | Регіональне телебачення                                                        |
| RTRS.tv                         | Radio Televizija Republike Srpske (RTRS)                                | Суспільне TV tax   | ентитет Республіка Сербська         | Загальне            | Баня-Лука        | 1992           | Аналогове телебачення | Так       | Ні  | www.rtrs.tv                                                            | Регіональне телебачення                                                        |
| RTRS PLUS                       | Radio Televizija Republike Srpske (RTRS)                                | Суспільне TV tax   | ентитет Республіка Сербська *       | документальне       | Баня-Лука        | 2015           | Кабельне телебачання  | Ні        | Ні  | www.plus.rtrs.tv                                                       | * Немає даних у CRA register [Архівовано 24 листопада 2018 у Wayback Machine.] |
| Hayat                           | Hayat TV                                                                | Приватне           | Боснія і Герцеговина                | Загальне            | Сараєво          | 1992           | Аналогове телебачення | Так       | Так | www.hayat.ba [Архівовано 11 вересня 2017 у Wayback Machine.]           | Передачі належать до телевізійного синдикату Program Plus                      |
| Alternativna TV                 | ATV                                                                     | Приватне           | ентитет Республіка Сербська         | Загальне            | Баня-Лука        | 1996           | Аналогове телебачення | Так       | Ні  | www.atvbl.com [Архівовано 7 жовтня 2017 у Wayback Machine.]            | Передачі належать до телевізійного синдикату Program Plus                      |
| OBN                             | Televizija OBN                                                          | Приватне           | Боснія і Герцеговина                | Загальне            | Сараєво          | 1996           | Аналогове телебачення | Так       | Ні  | www.obn.ba [Архівовано 18 грудня 2008 у Wayback Machine.]              | Передачі належать до телевізійного синдикату BN Televizija                     |
| Pink BH                         | Pink Media Group                                                        | Приватне           | Боснія і Герцеговина                | Загальне            | Сараєво          | 2003           | Аналогове телебачення | Так       | Ні  | www.pink.co.ba                                                         |                                                                                |
| BN Televizija                   | RTV BN                                                                  | Приватне           | ентитет Республіка Сербська         | Загальне            | Бієліна          | 1998           | Аналогове телебачення | Так       | Ні  | www.rtvbn.com [Архівовано 7 жовтня 2017 у Wayback Machine.]            | Передачі належать до телевізійного синдикату OBN                               |
| BN Televizija                   | RTV BN                                                                  | Приватне           | Боснія і Герцеговина                | Загальне            | Бієліна          |                | Кабельне телебачання  | Так       | Ні  | www.rtvbn.com [Архівовано 7 жовтня 2017 у Wayback Machine.]            | * Дані з CRA register [Архівовано 24 листопада 2018 у Wayback Machine.]        |
| TV 1                            | TV 1                                                                    | Приватне           | БіГ                                 | Infotainment        | Сараєво          | 2010           | Аналогове телебачення | Так       | Ні  | www.tv1.ba [Архівовано 6 жовтня 2017 у Wayback Machine.]               | Передачі належать до телевізійного синдикату Mreža TV                          |
| Al Jazeera Balkans              | Al Jazeera Media Network                                                | Приватне           | БіГ                                 | Новини              | Сараєво          | 2011           | Аналогове телебачення | Так       | Так | www.balkans.aljazeera.net                                              |                                                                                |
| Face TV                         | Face TV                                                                 | Приватне           | БіГ                                 | Загальне            | Сараєво          | 2012           | Кабельне телебачання  | Ні        | Так | www.facetv.ba [Архівовано 12 жовтня 2017 у Wayback Machine.]           |                                                                                |
| N1 BiH                          | The United Group                                                        | Приватне           | БіГ *                               | Новини              | Сараєво          | 2014           | Кабельне телебачання  | Ні        | Так | www.ba.n1info.com                                                      | * Немає даних у CRA register [Архівовано 24 листопада 2018 у Wayback Machine.] |
| Hayat Music                     | Hayat TV                                                                | Приватне           | Боснія і Герцеговина                | Музичний            | Вогошка          | 2012           | Кабельне телебачання  | Ні        | Так | www.hayat.ba [Архівовано 11 вересня 2017 у Wayback Machine.]           |                                                                                |
| Hayat Folk                      | Hayat TV                                                                | Приватне           | Боснія і Герцеговина                | Музичний            | Вогошка          | 2012           | Кабельне телебачання  | Ні        | Так | www.hayat.ba [Архівовано 11 вересня 2017 у Wayback Machine.]           |                                                                                |
| Hayat Plus                      | Hayat TV                                                                | Приватне           | Боснія і Герцеговина                | Боснійська діаспора | Вогошка          | 2002           | Кабельне телебачання  | Ні        | Так | www.hayat.ba [Архівовано 11 вересня 2017 у Wayback Machine.]           |                                                                                |
| Hayatovci                       | Hayat TV                                                                | Приватне           | Боснія і Герцеговина                | Kids                | Вогошка          | 2014           | Кабельне телебачання  | Ні        | Так | www.hayat.ba [Архівовано 11 вересня 2017 у Wayback Machine.]           |                                                                                |
| TVSA                            | Televizija Kantona Sarajevo                                             | Суспільний         | Сараєвський кантон                  | Регіональний        | Сараєво          | 1998           | Аналогове телебачення | Ні        | Ні  | www.tvsa.ba [Архівовано 18 вересня 2009 у Wayback Machine.]            | Передачі належать до телевізійного синдикату BH Veza                           |
| RTV USK                         | Televizija USK                                                          | Суспільний         | Унсько-Санський кантон              | Регіональний        | Бихач            | 1995           | Аналогове телебачення | Ні        | Так | www.rtvusk.ba [Архівовано 18 листопада 2009 у Wayback Machine.]        | Передачі належать до телевізійного синдикату BH Veza                           |
| RTV TK                          | Televizija Tuzlanskog kantona                                           | Суспільний         | Тузланський кантон                  | Регіональний        | Тузла            | 1993           | Аналогове телебачення | Ні        | Ні  | www.rtvtk.ba [Архівовано 30 листопада 2010 у Wayback Machine.]         | Передачі належать до телевізійного синдикату BH Veza                           |
| RTV Zenica                      | Televizija Zenica                                                       | Суспільний         | Зеніцько-Добойський кантон          | Регіональний        | Зениця           | 1993           | Аналогове телебачення | Ні        | Ні  | www.rtvze.ba [Архівовано 18 вересня 2016 у Wayback Machine.]           | Передачі належать до телевізійного синдикату BH Veza                           |
| RTV BPK                         | Televizija BPK Goražde                                                  | Суспільний         | Боснійсько-Подринський кантон       | Регіональний        | Горажде          | 1996           | Аналогове телебачення | Ні        | Ні  | www.rtvbpk.com [Архівовано 15 жовтня 2009 у Wayback Machine.]          | Передачі належать до телевізійного синдикату BH Veza                           |
| RTV Вогошка                     | Televizija Vogošća                                                      | Суспільний         | Вогошка                             | Локальний           | Вогошка          | 1996           | Аналогове телебачення | Ні        | Ні  | www.rtvvogosca.com.ba [Архівовано 20 квітня 2016 у Wayback Machine.]   |                                                                                |
| RTM Mostar                      | RTM Mostar                                                              | Приватне           | Герцеговинсько-Неретванський кантон | Локальний           | Мостар           | 1992           | Аналогове телебачення | Ні        | Ні  | www.rtm.ba                                                             | Передачі належать до телевізійного синдикату Mreža TV                          |
| RTV Cazin                       | Televizija Cazin                                                        | Суспільний         | Цазин                               | Локальний           | Цазин            | 1993           | Аналогове телебачення | Ні        | Ні  | www.rtvcazin.ba [Архівовано 19 листопада 2009 у Wayback Machine.]      |                                                                                |
| RTV Visoko                      | Televizija Visoko                                                       | Суспільний         | Високо                              | Локальний           | Високо           | 1994           | Аналогове телебачення | Ні        | Ні  | www.rtv-visoko.ba                                                      |                                                                                |
| RTV Bugojno                     | Televizija Bugojno                                                      | Суспільний         | Бугойно                             | Локальний           | Бугойно          | 1993           | Аналогове телебачення | Ні        | Ні  | www.rtvbugojno.ba [Архівовано 3 жовтня 2016 у Wayback Machine.]        | Передачі належать до телевізійного синдикату Program Plus                      |
| TV Prijedor                     | Televizija Prijedor                                                     | Суспільний         | Прієдор                             | Локальний           | Прієдор          | 2000           | Аналогове телебачення | Ні        | Ні  | www.rtvprijedor.com [Архівовано 7 лютого 2011 у Wayback Machine.]      |                                                                                |
| TV Rudo                         | Televizija Rudo                                                         | Суспільний         | Рудо                                | Локальний           | Рудо             | 1993           | Аналогове телебачення | Ні        | Ні  |                                                                        |                                                                                |
| RTV Živinice                    | Televizija Živinice                                                     | Суспільний         | Живиниці                            | Локальний           | Живиниці         | 1992           | Аналогове телебачення | Ні        | Ні  | www.rtvzivinice.tv [Архівовано 28 січня 2018 у Wayback Machine.]       |                                                                                |
| TV KISS                         | Hrvatska radiotelevizija Kiseljak                                       | Приватний          | Середньобоснійський кантон          | Локальний           | Кіселяк          | 1993           | Аналогове телебачення | Ні        | Ні  | www.tvkiss.net                                                         |                                                                                |
| Kanal 6                         | Kanal 6 D.O.O.                                                          | Приватний          | БіГ                                 | Локальний           | Травнік          | 2013           | Кабельне телебачання  | Ні        | Так | www.kanal6.ba [Архівовано 12 жовтня 2017 у Wayback Machine.]           |                                                                                |
| Behar TV                        | Televizija Behar                                                        | Приватний          | Сараєво                             | Локальний           | Сараєво          | 2008           | Аналогове телебачення | Ні        | Ні  | www.behartv.com                                                        |                                                                                |
| TV Alfa                         | Televizija Alfa                                                         | Приватний          | Сараєво                             | Локальний           | Сараєво          |                | Аналогове телебачення | Ні        | Ні  | www.tvalfa.ba [Архівовано 12 вересня 2017 у Wayback Machine.]          | Передачі належать до телевізійного синдикату Mreža TV                          |
| MTV Igman                       | MTV Igman                                                               | Приватний          | Сараєво                             | Релігійний          | Пазарич          | 1993           | Аналогове телебачення | Ні        | Так |                                                                        |                                                                                |
| OSM TV                          | Televizija OSM                                                          | Приватний          | Східне Сараєво                      | Локальний           | Пале             | 1993           | Аналогове телебачення | Ні        | Ні  | www.osmtv.com [Архівовано 18 лютого 2019 у Wayback Machine.]           | Передачі належать до телевізійного синдикату PRIMA mreža                       |
| RTV IS                          | RTV Istočno Сараєво                                                     | Суспільний         | Східне Сараєво                      | Локальний           | Східне Сараєво   | 2008           | Кабельне телебачання  | Ні        | Ні  | www.rtvis.tv                                                           |                                                                                |
| NTVIC Kakanj                    | NTVIC Kakanj                                                            | Приватний          | Какань                              | Локальний           | Какань           | 1994           | Аналогове телебачення | Ні        | Ні  | www.ntvic.ba [Архівовано 7 жовтня 2017 у Wayback Machine.]             |                                                                                |
| NTV Jasmin                      | NTV Jasmin                                                              | Приватний          | Середньобоснійський кантон          | Локальний           | Вітез            | 1998           | Аналогове телебачення | Ні        | Ні  | www.tvjasmin.com                                                       |                                                                                |
| NTV Amna                        | NTV Amna                                                                | Приватний          | Тешань                              | Локальний           | Тешань           | 1997           | Аналогове телебачення | Ні        | Ні  |                                                                        |                                                                                |
| NTV Arena                       | NTV Arena                                                               | Приватний          | Бієліна                             | Локальний           | Бієліна          | 1999           | Аналогове телебачення | Ні        | Ні  | www.ntvarena.ba [Архівовано 1 лютого 2020 у Wayback Machine.]          | Передачі належать до телевізійного синдикату PRIMA mreža                       |
| NTV 101                         | NTV 101                                                                 | Приватний          | Санський Мост                       | Локальний           | Санський Мост    | 1998           | Аналогове телебачення | Ні        | Так | www.ntv101.tv                                                          |                                                                                |
| TV Bel Kanal                    | TV Bel Kanal                                                            | Приватний          | Баня-Лука                           | Локальний           | Баня-Лука        | 2003           | Аналогове телебачення | Ні        | Ні  | www.belkanal.tv [Архівовано 12 вересня 2017 у Wayback Machine.]        | Передачі належать до телевізійного синдикату PRIMA mreža                       |
| CNNRS                           | CNNRS                                                                   | Приватний          | Баня-Лука                           | Локальний           | Градишка         | 2012           | Аналогове телебачення | Ні        | Ні  | www.cnnrs.com                                                          |                                                                                |
| BN Music                        | RTV BN                                                                  | Приватне           | БіГ                                 | Музичний            | Бієліна          | 1998           | Кабельне телебачання  | Ні        | Ні  | www.bn-music.com [Архівовано 15 жовтня 2017 у Wayback Machine.]        |                                                                                |
| Cinema TV                       | Cinema TV                                                               | Приватне           | Боснія і Герцеговина                | Фільми              | Сараєво          | 2013           | Кабельне телебачання  | Ні        | Ні  |                                                                        |                                                                                |
| M1 FILM                         | M1 FILM                                                                 | Приватне           | Боснія і Герцеговина                | Фільми              | Сараєво          | 2015           | Кабельне телебачання  | Ні        | Ні  | www.m1film.hr [Архівовано 28 вересня 2017 у Wayback Machine.]          |                                                                                |
| M1 GOLD                         | M1 FILM                                                                 | Приватне           | Боснія і Герцеговина                | Фільми              | Сараєво          | 2015           | Кабельне телебачання  | Ні        | Ні  | www.m1film.hr [Архівовано 28 вересня 2017 у Wayback Machine.]          |                                                                                |
| RTV Vikom                       | Televizija Vikom                                                        | Приватний          | Баня-Лука                           | Локальний           | Градишка         | 1996           | Аналогове телебачення | Ні        | Ні  | www.vikom.tv[недоступне посилання з червня 2019]                       |                                                                                |
| Vikom Music                     | RTV Vikom                                                               | Приватний          | Баня-Лука                           | Музичний            | Градишка         | 2013           | Кабельне телебачання  | Ні        | Ні  | www.vikom.tv [Архівовано 8 березня 2010 у Wayback Machine.]            |                                                                                |
| TV Simić                        | Televizija Simić                                                        | Приватний          | Баня-Лука                           | Локальний           | Баня-Лука        | 1996           | Аналогове телебачення | Ні        | Ні  | www.tvsimic.com [Архівовано 6 жовтня 2017 у Wayback Machine.]          |                                                                                |
| RTV Kozarska Dubica             | RTV Kozarska Dubica                                                     | Суспільний         | Козарська Дубиця                    | Локальний           | Козарська Дубиця |                | Кабельне телебачання  | Ні        | Ні  |                                                                        |                                                                                |
| RTV Doboj                       | RTV Doboj                                                               | Суспільний         | Добой                               | Локальний           | Добой            |                | Кабельне телебачання  | Ні        | Ні  | www.rtvdoboj.com [Архівовано 7 жовтня 2017 у Wayback Machine.]         |                                                                                |
| TV Kanal 3                      | TV Kanal 3                                                              | Приватне           | Прнявор                             | Локальний           | Прнявор          | 1995           | Аналогове телебачення | Ні        | Ні  | www.tvk3.info [Архівовано 24 вересня 2017 у Wayback Machine.]          | Передачі належать до телевізійного синдикату Mreža TV                          |
| Herceg TV                       | Herceg Televizija                                                       | Приватний          | Требинє                             | Локальний           | Требинє          | 2008           | Аналогове телебачення | Ні        | Ні  | www.herceg.tv [Архівовано 9 жовтня 2017 у Wayback Machine.]            | Передачі належать до телевізійного синдикату PRIMA mreža                       |
| HTV Oscar C                     | HTV Oscar C                                                             | Приватний          | Герцеговинсько-Неретванський кантон | Локальний           | Мостар           | 1994           | Аналогове телебачення | Ні        | Ні  | www.htvoscarc.com [Архівовано 19 серпня 2014 у Wayback Machine.]       |                                                                                |
| TV HIT                          | RTV HIT                                                                 | Приватний          | Округ Брчко                         | Локальний           | Брчко            |                | Аналогове телебачення | Ні        | Ні  | www.rtvhit.com [Архівовано 19 вересня 2009 у Wayback Machine.]         | Передачі належать до телевізійного синдикату Mreža TV                          |
| Posavina TV                     | BDC Televizija                                                          | Приватне           | Посавський кантон                   | Локальний           | Брчко            | 2009           | Кабельне телебачання  | Ні        | Ні  | www.posavinatv.com [Архівовано 6 жовтня 2017 у Wayback Machine.]       |                                                                                |
| RTV Slobomir                    | Televizija Slobomir                                                     | Приватний          | Бієліна                             | Локальний           | Слобомир         | 2005           | Аналогове телебачення | Ні        | Ні  | www.rtvslobomir.com [Архівовано 5 серпня 2014 у Wayback Machine.]      |                                                                                |
| TV Slon Extra                   | TV Slon Extra                                                           | Приватний          | Тузла                               | Локальний           | Тузла            |                | Аналогове телебачення | Ні        | Ні  | www.rtvslon.ba [Архівовано 23 жовтня 2017 у Wayback Machine.]          | Передачі належать до телевізійного синдикату Mreža TV                          |
| RTV Maglaj                      | Televizija Maglaj                                                       | Приватний          | Маглай                              | Локальний           | Маглай           |                | Аналогове телебачення | Ні        | Ні  | www.rtv-maglaj.com                                                     | Передачі належать до телевізійного синдикату Program Plus                      |
| Obiteljska televizija Valentino | DENI-COMPANI                                                            | Приватний          | Округ Брчко                         | Локальний           | Брчко            |                | Аналогове телебачення | Ні        | Ні  | www.valentinobh.com [Архівовано 21 квітня 2016 у Wayback Machine.]     |                                                                                |
| OTV Valentino                   | DENI-COMPANI                                                            | Приватний          | БіГ                                 | Музичний            | Брчко            |                | Кабельне телебачання  | Ні        | Ні  | www.valentinobh.com [Архівовано 21 квітня 2016 у Wayback Machine.]     |                                                                                |
| VALENTINO ETNO                  | DENI-COMPANI                                                            | Приватний          | БіГ                                 | Музичний            | Брчко            | 2014           | Кабельне телебачання  | Ні        | Ні  | www.valentinobh.com [Архівовано 21 квітня 2016 у Wayback Machine.]     |                                                                                |
| VALENTINO MUSIC                 | DENI-COMPANI                                                            | Приватний          | БіГ                                 | Музичний            | Брчко            | 2014           | Кабельне телебачання  | Ні        | Так | www.valentinobh.com [Архівовано 21 квітня 2016 у Wayback Machine.]     |                                                                                |
| PRVA HERCEGOVAČKA               | DENI-COMPANI                                                            | Приватний          | БіГ                                 | Музичний            | Брчко            | 2015           | Кабельне телебачання  | Ні        | Ні  | www.valentinobh.com [Архівовано 21 квітня 2016 у Wayback Machine.]     |                                                                                |
| PRVI.TV                         | PRVI.TV                                                                 | Приватний          | BiH                                 | Локальний           | Мостар           | 2014           | Кабельне телебачання  | Ні        | Ні  | www.prvi.tv [Архівовано 17 жовтня 2019 у Wayback Machine.]             |                                                                                |
| Sevdah TV                       | Kanal 6 D.O.O.                                                          | Приватний          | БіГ                                 | Музичний            | Травник          | 2015           | Кабельне телебачання  | Ні        | Ні  | www.tnt.ba [Архівовано 7 січня 2010 у Wayback Machine.]                |                                                                                |
| IZVORNA TV                      | Retro Media                                                             | Приватний          | BiH                                 | Музичний            | Живиниці         | 2015           | Кабельне телебачання  | Ні        | Ні  | www.izvornatv.com [Архівовано 5 жовтня 2017 у Wayback Machine.]        |                                                                                |
| RTV 7 Tuzla                     | Radio Televizija 7                                                      | Суспільний         | Тузла                               | Локальний           | Тузла            | 2007           | Кабельне телебачання  | Ні        | Ні  | www.rtvtk.ba [Архівовано 30 листопада 2010 у Wayback Machine.]         |                                                                                |
| RTV Jablanica                   | Radiotelevizija Jablanica                                               | Суспільний         | Ябланиця                            | Локальний           | Ябланиця         | 1999           | Кабельне телебачання  | Ні        | Ні  | www.jablanica.ba [Архівовано 21 червня 2013 у Wayback Machine.]        |                                                                                |
| TV Lukavac                      | TV Lukavac                                                              | Суспільний         | Лукавач                             | Локальний           | Лукавач          |                | Кабельне телебачання  | Ні        | Ні  | www.rtvlukavac.ba                                                      |                                                                                |
| Hema TV                         | Hema TV                                                                 | Приватний          | Сараєво                             | Локальний           | Сараєво          | 2008           | Кабельне телебачання  | Ні        | Ні  | www.hematv.ba [Архівовано 7 жовтня 2017 у Wayback Machine.]            |                                                                                |
| HEMA HD                         | GROHS H&G                                                               | Приватний          | Сараєво                             | Локальний           | Сараєво          | 2015           | Кабельне телебачання  | Ні        | Так | www.hs-hkb.ba [Архівовано 16 січня 2021 у Wayback Machine.]            |                                                                                |
| Smart TV Tešanj                 | Smart TV                                                                | Private            | Тешань                              | Локальний           | Тешань           |                | Кабельне телебачання  | Ні        | Ні  | www.tvsmart.ba [Архівовано 7 жовтня 2017 у Wayback Machine.]           |                                                                                |
| ELTA 1 HD                       | Stjena Herc                                                             | Приватне           | Баня-Лука                           | Локальний           | Любин'є          | 2010           | Кабельне телебачання  | Ні        | Так | www.elta-televizija.com [Архівовано 16 жовтня 2017 у Wayback Machine.] |                                                                                |
| ELTA 2                          | ELTA MT                                                                 | Приватне           | Тузла                               | Локальний           | Любин'є          | 2010           | Кабельне телебачання  | Ні        | Ні  | www.eltatv.net [Архівовано 14 жовтня 2017 у Wayback Machine.]          |                                                                                |
| BDC Televizija                  | BDC Televizija                                                          | Приватне           | Округ Брчко                         | Локальний           | Брчко            | 2009           | Кабельне телебачання  | Ні        | Ні  | www.brcko.tv [Архівовано 27 вересня 2017 у Wayback Machine.]           |                                                                                |
| CITY TV                         | SEB Group                                                               | Приватне           | Мостар                              | Локальний           | Мостар           | 2015           | Кабельне телебачання  | Ні        | Ні  | www.citytv.ba [Архівовано 7 жовтня 2017 у Wayback Machine.]            | Передачі належать до телевізійного синдикату BH Veza                           |
| NEON TV                         | NEON TV                                                                 | Приватне           | Калесія                             | Локальний           | Калесія          | 2014           | Кабельне телебачання  | Ні        | Так | www.neon.ba [Архівовано 9 березня 2021 у Wayback Machine.]             |                                                                                |
| IN Televizija                   | IN Televizija                                                           | Приватне           | Бієліна                             | Локальний           | Бієліна          | 2008           | Кабельне телебачання  | Ні        | Ні  | www.intelevizija.com [Архівовано 7 жовтня 2017 у Wayback Machine.]     |                                                                                |
| Info Plus                       | INFO PLUS                                                               | Приватне           | Градишка                            | Локальний           | Градишка         | 2004           | Кабельне телебачання  | Ні        | Ні  | www.gradiska.tv [Архівовано 9 листопада 2017 у Wayback Machine.]       |                                                                                |
| Art INFO                        | Art Company                                                             | Приватне           | Киселяк                             | Локальний           | Киселяк          |                | Кабельне телебачання  | Ні        | Ні  | www.artinfo.ba [Архівовано 7 жовтня 2017 у Wayback Machine.]           |                                                                                |
| Inicijativa TV                  | Inicijativa TV                                                          | Приватне           | Тузла                               | Локальний           | Тузла            | 2012           | Кабельне телебачання  | Ні        | Ні  | www.inicijativa.ba [Архівовано 7 жовтня 2017 у Wayback Machine.]       |                                                                                |
| KG-1                            | KG-1                                                                    | Приватне           | Горажде                             | Локальний           | Горажде          |                | Кабельне телебачання  | Ні        | Ні  |                                                                        |                                                                                |
| KTV Zavidovići                  | KTV Zavidovići                                                          | Приватне           | Zavidovići                          | Локальний           | Zavidovići       |                | Кабельне телебачання  | Ні        | Ні  |                                                                        |                                                                                |
| RA-TV                           | RA- TV                                                                  | Приватний          | Tešanj                              | Локальний           | Єлах             | 2013           | Кабельне телебачання  | Ні        | Ні  | www.tvra.blogger.ba [Архівовано 7 жовтня 2017 у Wayback Machine.]      |                                                                                |
| TV Slon Info                    | TV Slon Info                                                            | Приватне           | Тузла                               | Локальний           | Тузла            |                | Кабельне телебачання  | Ні        | Ні  | www.rtvslon.ba [Архівовано 23 жовтня 2017 у Wayback Machine.]          |                                                                                |
| VIK Televizija                  | VIK Televizija                                                          | Public             | Власениця                           | Локальний           | Власениця        | 2010           | Кабельне телебачання  | Ні        | Ні  |                                                                        |                                                                                |
| TV VI-NET                       | TV VI-NET                                                               | Приватне           | Високо                              | Локальний           | Високо           |                | Кабельне телебачання  | Ні        | Ні  | www.vinet-tv.ba [Архівовано 7 жовтня 2017 у Wayback Machine.]          |                                                                                |
| NTV Patria                      | NTV Patria Doboj                                                        | Приватний          | Добой                               | Локальний           | Добой            | 1999           | Кабельне телебачання  | Ні        | Ні  |                                                                        |                                                                                |
| Kontakt TV                      | Kontakt TV                                                              | Приватне           | Баня-Лука                           | Локальний           | Баня-Лука        | 2015           | Кабельне телебачання  | Ні        | Ні  | www.mojkontakt.com [Архівовано 16 жовтня 2017 у Wayback Machine.]      |                                                                                |
| TNT Kids TV                     | Kanal 6 D.O.O.                                                          | Приватне           | Боснія і Герцеговина                | Kids                | Travnik          | 2016           | Кабельне телебачання  | Ні        | Ні  | www.tntkids.tv                                                         |                                                                                |
| RTV Sana                        | RTV Sana                                                                | Public             | Санський Мост                       | Локальний           | Санський Мост    | 2016           | Кабельне телебачання  | Ні        | Ні  | www.radiosana.ba                                                       |                                                                                |
| Naša TV                         | Naša TV                                                                 | Приватний          | БіГ                                 | Локальний           | Мостар           | 2016           | Кабельне телебачання  | Ні        | Ні  | www.nasatv.ba [Архівовано 17 лютого 2020 у Wayback Machine.]           |                                                                                |
| Televizija 5                    | Balkan Media                                                            | Приватний          | Сараєво                             | Релігійний          | Сараєво          | 2016           | Кабельне телебачання  | Ні        | Так | www.televizija5.ba [Архівовано 7 жовтня 2017 у Wayback Machine.]       |                                                                                |
| TV Glas Drine                   | Glas Drine                                                              | Приватний          | Sapna                               | Локальний           | Sapna            | 2016           | Кабельне телебачання  | Ні        | Так | www.radioglasdrine.com [Архівовано 13 жовтня 2008 у Wayback Machine.]  |                                                                                |
| T£1                             | Callidus" d.o.o.                                                        | Приватний          | Требинє                             | Локальний           | Требинє          | 2015           | Кабельне телебачання  | Ні        | Ні  |                                                                        |                                                                                |
| DREAMPORN HD                    | Kanal 6 D.O.O.                                                          | Приватне           | Боснія і Герцеговина                | Для дорослих        | Travnik          | 2016           | Кабельне телебачання  | Ні        | Так | www.tnt.ba [Архівовано 7 січня 2010 у Wayback Machine.]                |                                                                                |
| ELTA TELEVIZIJA                 | ELTA MEDIA GROUP                                                        | Приватне           | Баня-Лука                           | Локальний           | Ljubinje         | 2010           | Кабельне телебачання  | Ні        | Ні  | www.elta-televizija.com [Архівовано 16 жовтня 2017 у Wayback Machine.] |                                                                                |
| RTV BOKSIT                      | "Boksit" a.d. Milići                                                    | Приватне           | Баня-Лука                           | Локальний           | Milići           | 2016           | Кабельне телебачання  | Ні        | Ні  | www.ad-boksit.com [Архівовано 21 вересня 2017 у Wayback Machine.]      |                                                                                |
| Pink 2                          | Pink Media Group                                                        | Приватне           | Боснія і Герцеговина                | Загальне            | Сараєво          | 2014           | Кабельне телебачання  | Так       | Ні  | www.pink.rs [Архівовано 5 жовтня 2017 у Wayback Machine.]              |                                                                                |
| Pink 3 Info                     | Pink Media Group                                                        | Приватне           | Боснія і Герцеговина                | News                | Сараєво          | 2014           | Кабельне телебачання  | Ні        | Ні  | www.pink.rs [Архівовано 5 жовтня 2017 у Wayback Machine.]              |                                                                                |
| Pink Action                     | Pink Media Group                                                        | Приватне           | Боснія і Герцеговина                | Розважальний        | Сараєво          | 2014           | Кабельне телебачання  | Ні        | Ні  | www.pink.rs [Архівовано 5 жовтня 2017 у Wayback Machine.]              |                                                                                |
| Pink Bravo Music                | Pink Media Group                                                        | Приватне           | Боснія і Герцеговина                | Музичний            | Сараєво          | 2014           | Кабельне телебачання  | Ні        | Ні  | www.pink.rs [Архівовано 5 жовтня 2017 у Wayback Machine.]              |                                                                                |
| Pink Classic                    | Pink Media Group                                                        | Приватне           | Боснія і Герцеговина                | Розважальний        | Сараєво          | 2014           | Кабельне телебачання  | Ні        | Ні  | www.pink.rs [Архівовано 5 жовтня 2017 у Wayback Machine.]              |                                                                                |
| Pink Comedy                     | Pink Media Group                                                        | Приватне           | Боснія і Герцеговина                | Розважальний        | Сараєво          | 2014           | Кабельне телебачання  | Ні        | Ні  | www.pink.rs [Архівовано 5 жовтня 2017 у Wayback Machine.]              |                                                                                |
| Pink Crime & Mystery            | Pink Media Group                                                        | Приватне           | Боснія і Герцеговина                | Розважальний        | Сараєво          | 2014           | Кабельне телебачання  | Ні        | Ні  | www.pink.rs [Архівовано 5 жовтня 2017 у Wayback Machine.]              |                                                                                |
| Pink Erotic 1                   | Pink Media Group                                                        | Приватне           | Боснія і Герцеговина                | Для дорослих        | Сараєво          | 2014           | Кабельне телебачання  | Ні        | Ні  | www.pink.rs [Архівовано 5 жовтня 2017 у Wayback Machine.]              |                                                                                |
| Pink Erotic 2                   | Pink Media Group                                                        | Приватне           | Боснія і Герцеговина                | Для дорослих        | Сараєво          | 2014           | Кабельне телебачання  | Ні        | Ні  | www.pink.rs [Архівовано 5 жовтня 2017 у Wayback Machine.]              |                                                                                |
| Pink Erotic 3                   | Pink Media Group                                                        | Приватне           | Боснія і Герцеговина                | Для дорослих        | Сараєво          | 2014           | Кабельне телебачання  | Ні        | Ні  | www.pink.rs [Архівовано 5 жовтня 2017 у Wayback Machine.]              |                                                                                |
| Pink Erotic 4                   | Pink Media Group                                                        | Приватне           | Боснія і Герцеговина                | Для дорослих        | Сараєво          | 2014           | Кабельне телебачання  | Ні        | Ні  | www.pink.rs [Архівовано 5 жовтня 2017 у Wayback Machine.]              |                                                                                |
| Pink Erotic 5                   | Pink Media Group                                                        | Приватне           | Боснія і Герцеговина                | Для дорослих        | Сараєво          | 2014           | Кабельне телебачання  | Ні        | Ні  | www.pink.rs [Архівовано 5 жовтня 2017 у Wayback Machine.]              |                                                                                |
| Pink Erotic 6                   | Pink Media Group                                                        | Приватне           | Боснія і Герцеговина                | Для дорослих        | Сараєво          | 2014           | Кабельне телебачання  | Ні        | Ні  | www.pink.rs [Архівовано 5 жовтня 2017 у Wayback Machine.]              |                                                                                |
| Pink Erotic 7                   | Pink Media Group                                                        | Приватне           | Боснія і Герцеговина                | Для дорослих        | Сараєво          | 2014           | Кабельне телебачання  | Ні        | Ні  | www.pink.rs [Архівовано 5 жовтня 2017 у Wayback Machine.]              |                                                                                |
| Pink Erotic 8                   | Pink Media Group                                                        | Приватне           | Боснія і Герцеговина                | Для дорослих        | Сараєво          | 2014           | Кабельне телебачання  | Ні        | Ні  | www.pink.rs [Архівовано 5 жовтня 2017 у Wayback Machine.]              |                                                                                |
| Pink Extra                      | Pink Media Group                                                        | Приватне           | Боснія і Герцеговина                | Розмовний           | Сараєво          | 2014           | Кабельне телебачання  | Ні        | Ні  | www.pink.rs [Архівовано 5 жовтня 2017 у Wayback Machine.]              |                                                                                |
| Pink Family                     | Pink Media Group                                                        | Приватне           | Боснія і Герцеговина                | життя               | Сараєво          | 2014           | Кабельне телебачання  | Ні        | Ні  | www.pink.rs [Архівовано 5 жовтня 2017 у Wayback Machine.]              |                                                                                |
| Pink Fashion                    | Pink Media Group                                                        | Приватне           | Боснія і Герцеговина                | життя               | Сараєво          | 2014           | Кабельне телебачання  | Ні        | Ні  | www.pink.rs [Архівовано 5 жовтня 2017 у Wayback Machine.]              |                                                                                |
| Pink Fight Network              | Pink Media Group                                                        | Приватне           | Боснія і Герцеговина                | Спортивний          | Сараєво          | 2014           | Кабельне телебачання  | Ні        | Ні  | www.pink.rs [Архівовано 5 жовтня 2017 у Wayback Machine.]              |                                                                                |
| Pink Film                       | Pink Media Group                                                        | Приватне           | Боснія і Герцеговина                | Розважальний        | Сараєво          | 2014           | Кабельне телебачання  | Ні        | Ні  | www.pink.rs [Архівовано 5 жовтня 2017 у Wayback Machine.]              |                                                                                |
| Pink Folk                       | Pink Media Group                                                        | Приватне           | Боснія і Герцеговина                | Музичний            | Сараєво          | 2014           | Кабельне телебачання  | Ні        | Ні  | www.pink.rs [Архівовано 5 жовтня 2017 у Wayback Machine.]              |                                                                                |
| Pink Folk 2                     | Pink Media Group                                                        | Приватне           | Боснія і Герцеговина                | Музичний            | Сараєво          | 2014           | Кабельне телебачання  | Ні        | Ні  | www.pink.rs [Архівовано 5 жовтня 2017 у Wayback Machine.]              |                                                                                |
| Pink Hits 1                     | Pink Media Group                                                        | Приватне           | Боснія і Герцеговина                | Музичний            | Сараєво          | 2014           | Кабельне телебачання  | Ні        | Ні  | www.pink.rs [Архівовано 5 жовтня 2017 у Wayback Machine.]              |                                                                                |
| Pink Hits 2                     | Pink Media Group                                                        | Приватне           | Боснія і Герцеговина                | Музичний            | Сараєво          | 2014           | Кабельне телебачання  | Ні        | Ні  | www.pink.rs [Архівовано 5 жовтня 2017 у Wayback Machine.]              |                                                                                |
| Pink Horor                      | Pink Media Group                                                        | Приватне           | Боснія і Герцеговина                | Розважальний        | Сараєво          | 2014           | Кабельне телебачання  | Ні        | Ні  | www.pink.rs [Архівовано 5 жовтня 2017 у Wayback Machine.]              |                                                                                |
| Pink Kids                       | Pink Media Group                                                        | Приватне           | Боснія і Герцеговина                | Дитячий             | Сараєво          | 2014           | Кабельне телебачання  | Ні        | Ні  | www.pink.rs [Архівовано 5 жовтня 2017 у Wayback Machine.]              |                                                                                |
| Pink Koncert                    | Pink Media Group                                                        | Приватне           | Боснія і Герцеговина                | Музичний            | Сараєво          | 2014           | Кабельне телебачання  | Ні        | Ні  | www.pink.rs [Архівовано 5 жовтня 2017 у Wayback Machine.]              |                                                                                |
| Pink Kuvar                      | Pink Media Group                                                        | Приватне           | Боснія і Герцеговина                | життя               | Сараєво          | 2014           | Кабельне телебачання  | Ні        | Ні  | www.pink.rs [Архівовано 5 жовтня 2017 у Wayback Machine.]              |                                                                                |
| Pink Life Style                 | Pink Media Group                                                        | Приватне           | Боснія і Герцеговина                | життя               | Сараєво          | 2014           | Кабельне телебачання  | Ні        | Ні  | www.pink.rs [Архівовано 5 жовтня 2017 у Wayback Machine.]              |                                                                                |
| Pink Movies                     | Pink Media Group                                                        | Приватне           | Боснія і Герцеговина                | Розважальний        | Сараєво          | 2014           | Кабельне телебачання  | Ні        | Ні  | www.pink.rs [Архівовано 5 жовтня 2017 у Wayback Machine.]              |                                                                                |
| Pink Music                      | Pink Media Group                                                        | Приватне           | Боснія і Герцеговина                | Музичний            | Сараєво          | 2014           | Кабельне телебачання  | Ні        | Ні  | www.pink.rs [Архівовано 5 жовтня 2017 у Wayback Machine.]              |                                                                                |
| Pink Music 2                    | Pink Media Group                                                        | Приватне           | Боснія і Герцеговина                | Музичний            | Сараєво          | 2014           | Кабельне телебачання  | Ні        | Ні  | www.pink.rs [Архівовано 5 жовтня 2017 у Wayback Machine.]              |                                                                                |
| Pink n Roll                     | Pink Media Group                                                        | Приватне           | Боснія і Герцеговина                | Музичний            | Сараєво          | 2014           | Кабельне телебачання  | Ні        | Ні  | www.pink.rs [Архівовано 5 жовтня 2017 у Wayback Machine.]              |                                                                                |
| Pink Parada                     | Pink Media Group                                                        | Приватне           | Боснія і Герцеговина                | Музичний            | Сараєво          | 2014           | Кабельне телебачання  | Ні        | Ні  | www.pink.rs [Архівовано 5 жовтня 2017 у Wayback Machine.]              |                                                                                |
| Pink Pedia                      | Pink Media Group                                                        | Приватне           | Боснія і Герцеговина                | документальне       | Сараєво          | 2014           | Кабельне телебачання  | Ні        | Ні  | www.pink.rs [Архівовано 5 жовтня 2017 у Wayback Machine.]              |                                                                                |
| Pink Plus                       | Pink Media Group                                                        | Приватне           | Боснія і Герцеговина                | розмовний           | Сараєво          | 2014           | Кабельне телебачання  | Ні        | Ні  | www.pink.rs [Архівовано 5 жовтня 2017 у Wayback Machine.]              |                                                                                |
| Pink Premium                    | Pink Media Group                                                        | Приватне           | Боснія і Герцеговина                | Розважальний        | Сараєво          | 2014           | Кабельне телебачання  | Ні        | Ні  | www.pink.rs [Архівовано 5 жовтня 2017 у Wayback Machine.]              |                                                                                |
| Pink Reality                    | Pink Media Group                                                        | Приватне           | Боснія і Герцеговина                | реаліті             | Сараєво          | 2014           | Кабельне телебачання  | Ні        | Ні  | www.pink.rs [Архівовано 5 жовтня 2017 у Wayback Machine.]              |                                                                                |
| Pink Romance                    | Pink Media Group                                                        | Приватне           | Боснія і Герцеговина                | Розважальний        | Сараєво          | 2014           | Кабельне телебачання  | Ні        | Ні  | www.pink.rs [Архівовано 5 жовтня 2017 у Wayback Machine.]              |                                                                                |
| Pink Sci Fi & Fantasy           | Pink Media Group                                                        | Приватне           | Боснія і Герцеговина                | Розважальний        | Сараєво          | 2014           | Кабельне телебачання  | Ні        | Ні  | www.pink.rs [Архівовано 5 жовтня 2017 у Wayback Machine.]              |                                                                                |
| Pink Serije                     | Pink Media Group                                                        | Приватне           | Боснія і Герцеговина                | телесеріали         | Сараєво          | 2014           | Кабельне телебачання  | Ні        | Ні  | www.pink.rs [Архівовано 5 жовтня 2017 у Wayback Machine.]              |                                                                                |
| Pink Show                       | Pink Media Group                                                        | Приватне           | Боснія і Герцеговина                | життя               | Сараєво          | 2014           | Кабельне телебачання  | Ні        | Ні  | www.pink.rs [Архівовано 5 жовтня 2017 у Wayback Machine.]              |                                                                                |
| Pink Soap                       | Pink Media Group                                                        | Приватне           | Боснія і Герцеговина                | телесеріали         | Сараєво          | 2014           | Кабельне телебачання  | Ні        | Ні  | www.pink.rs [Архівовано 5 жовтня 2017 у Wayback Machine.]              |                                                                                |
| Pink Super Kids                 | Pink Media Group                                                        | Приватне           | Боснія і Герцеговина                | Дитячий             | Сараєво          | 2014           | Кабельне телебачання  | Ні        | Ні  | www.pink.rs [Архівовано 5 жовтня 2017 у Wayback Machine.]              |                                                                                |
| Pink Thriller                   | Pink Media Group                                                        | Приватне           | Боснія і Герцеговина                | Розважальний        | Сараєво          | 2014           | Кабельне телебачання  | Ні        | Ні  | www.pink.rs [Архівовано 5 жовтня 2017 у Wayback Machine.]              |                                                                                |
| Pink Western                    | Pink Media Group                                                        | Приватне           | Боснія і Герцеговина                | Розважальний        | Сараєво          | 2014           | Кабельне телебачання  | Ні        | Ні  | www.pink.rs [Архівовано 5 жовтня 2017 у Wayback Machine.]              |                                                                                |
| Pink World                      | Pink Media Group                                                        | Приватне           | Боснія і Герцеговина                | Lifestyle           | Сараєво          | 2014           | Кабельне телебачання  | Ні        | Ні  | www.pink.rs [Архівовано 5 жовтня 2017 у Wayback Machine.]              |                                                                                |
| Pink World Cinema               | Pink Media Group                                                        | Приватне           | Боснія і Герцеговина                | Розважальний        | Сараєво          | 2014           | Кабельне телебачання  | Ні        | Ні  | www.pink.rs [Архівовано 5 жовтня 2017 у Wayback Machine.]              |                                                                                |
| Pink Zabava                     | Pink Media Group                                                        | Приватне           | Боснія і Герцеговина                | Lifestyle           | Сараєво          | 2014           | Кабельне телебачання  | Ні        | Ні  | www.pink.rs [Архівовано 5 жовтня 2017 у Wayback Machine.]              |                                                                                |